# Whiskey Glasses
«Whiskey Glasses» (с англ. — «Бокалы для виски») — песня американского кантри-певца Моргана Уоллена, вышедшая 30 июля 2018 в качестве третьего сингла с его студийного альбома If I Know Me (2018). Сингл достиг первого места в кантри-чарте Hot Country Songs и в итоге стал лучшей кантри-песней 2019 года в США.

## История
Песня была написана Кевином Кадишем и Беном Берджессом в 2015 году. Берджессу пришла в голову идея написать песню о бокалах для виски во время сеанса написания песни с Кадишем, которому эта идея понравилась, и он придумал строку «Мне нужно немного стаканов виски, потому что я не хочу видеть правду». Они решили, что тема должна быть о человеке, который выпил из-за тяжелого расставания с девушкой. Затем Берджесс вспомнил своего отца, который говорил после того, как напился слишком много: «Бедный Паппи … о, налей своему Папи выпить», что стало началом песни «Бедный, налей мне ещё глотка».
Песня была передана Уолену, который затем записал её с продюсером Джоуи Мои. Впервые он был выпущен летом 2018 года, но стал хитом только в 2019 году
.

## Коммерческий успех
«Whiskey Glasses» достиг первого места в кантри-чарте Billboard Country Airplay в дату 8 июня 2019 года после того как возглавил радиоэфирный чарт Hot Country Songs. Сингл получил 3-кратный платиновый статус RIAA 8 мая 2020. К марту 2020 года тираж составил 391 тыс. копий в США.

## Чарты
| Чарт (2018-19)                      | Высшая позиция |
| ----------------------------------- | -------------- |
| Канада (Billboard Canadian Hot 100) | 44             |
| Канада (Billboard Country)          | 1              |
| США (Billboard Hot 100)             | 17             |
| США (Billboard Country Airplay)     | 1              |
| США (Billboard Hot Country Songs)   | 1              |
| США (Rolling Stone Top 100)         | 16             |

| Чарт (2019)                        | Позиция |
| ---------------------------------- | ------- |
| Канада (Canadian Hot 100)          | 100     |
| США (Billboard Hot 100)            | 52      |
| США (Country Airplay, Billboard)   | 1       |
| США (Hot Country Songs, Billboard) | 1       |
| США (Rolling Stone Top 100)        | 39      |

| Чарт (2010—2019)                   | Позиция |
| ---------------------------------- | ------- |
| США (Hot Country Songs, Billboard) | 24      |

## Сертификации
| Регион                                                                      | Сертификация  | Продажи   |
| --------------------------------------------------------------------------- | ------------- | --------- |
| Канада (Music Canada)                                                       | 7× Платиновый | 560 000   |
| США (RIAA)                                                                  | 9× Платиновый | 9 000 000 |
| Данные о продажах + прослушиваниях приведены только на основе сертификации. |               |           |